# (16145) 1999 XP166
A (16145) 1999 XP166 a Naprendszer kisbolygóövében található aszteroida. A LINEAR projekt keretében fedezték fel 1999. december 10-én.